# Peter Topping
Peter Topping (1971) é um matemático britânico que trabalha com análise geométrica.
Obteve um PhD em 1997 na Universidade de Warwick, orientado por Mario Joseph Micallef.
Recebeu o Prêmio Whitehead de 2005.
É autor do livro Lectures on the Ricci Flow (London Mathematical Society Lecture Note Series, 325, Cambridge University Press, ISBN 978-0-521-68947-2).
Foi palestrante convidado do Congresso Internacional de Matemáticos em Seul (2014).